# District de Sarkad
Le district de Sarkad (en hongrois : Sarkadi járás) est un des 9 districts du comitat de Békés en Hongrie. Créé en 2013, il compte 23 228 habitants et rassemble 11 localités : 10 communes et une seule ville, Sarkad, son chef-lieu.
Cette entité existait déjà auparavant, jusqu'en 1966.

## Localités
- Biharugra
- Geszt
- Körösnagyharsány
- Kötegyán
- Mezőgyán
- Méhkerék
- Okány
- Sarkad
- Sarkadkeresztúr
- Újszalonta
- Zsadány